# CM Весов
CM Весов (лат. CM Librae) — одиночная переменная звезда в созвездии Весов на расстоянии (вычисленном из значения параллакса) приблизительно 27877 световых лет (около 8547 парсеков) от Солнца. Видимая звёздная величина звезды — от +14,8m до +13,4m.

## Характеристики
CM Весов — пульсирующая переменная звезда типа RR Лиры (RR).